# Silometopus rosemariae
Silometopus rosemariae is een spinnensoort in de taxonomische indeling van de hangmatspinnen (Linyphiidae).
Het dier behoort tot het geslacht Silometopus. De wetenschappelijke naam van de soort werd voor het eerst geldig gepubliceerd in 1969 door Jörg Wunderlich.